# Bamkraxler

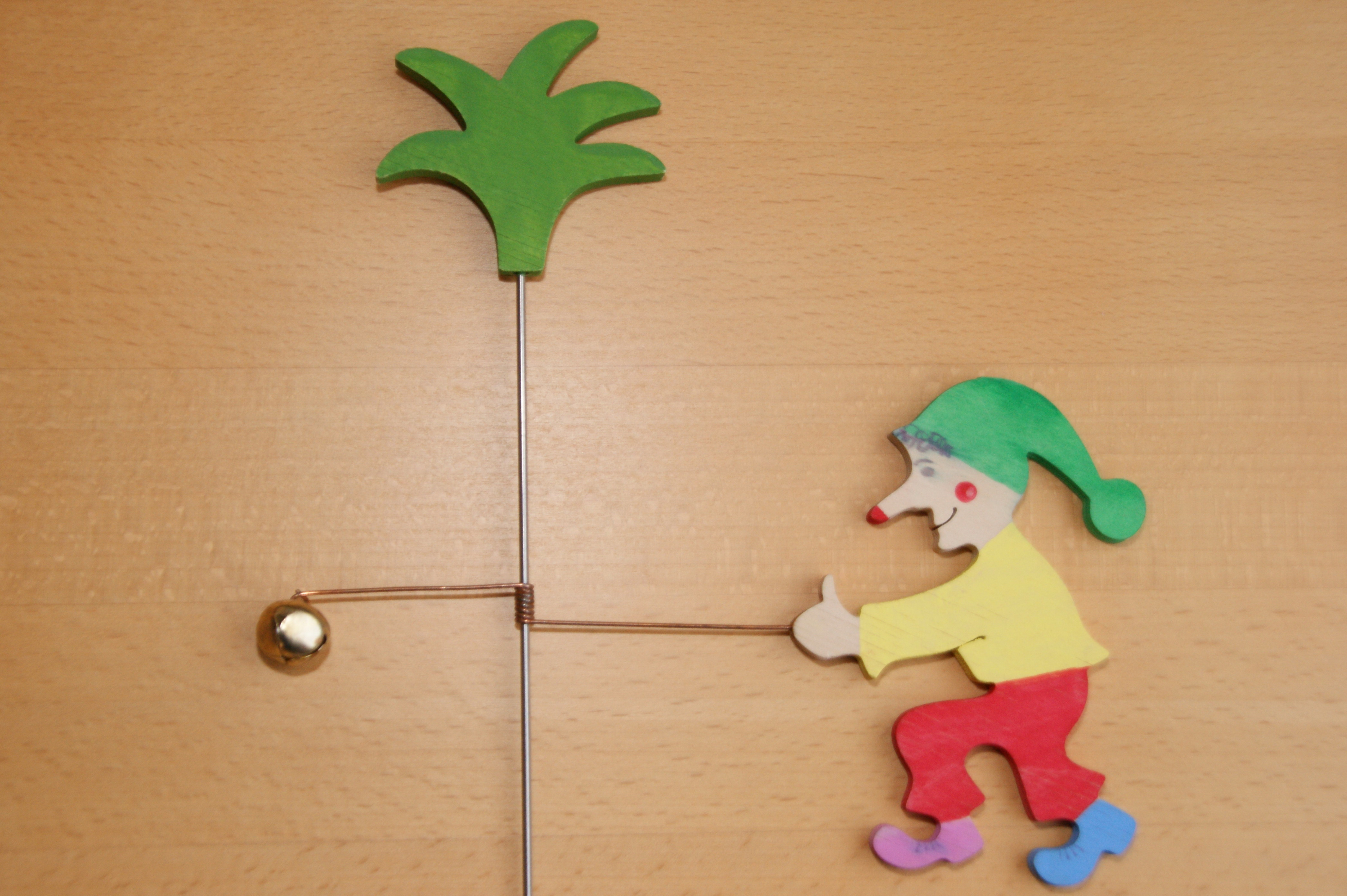
Bamkraxler

Der Bamkraxler (österreichisch: Bam: Baum, Kraxler: Kletterer; also ein Baumkletterer) ist ein Kinderspielzeug und gleichzeitig das Symbol des Kalvarienbergmarktes in Hernals, der als ältester Fastenmarkt Wiens gilt.

## Spielzeug

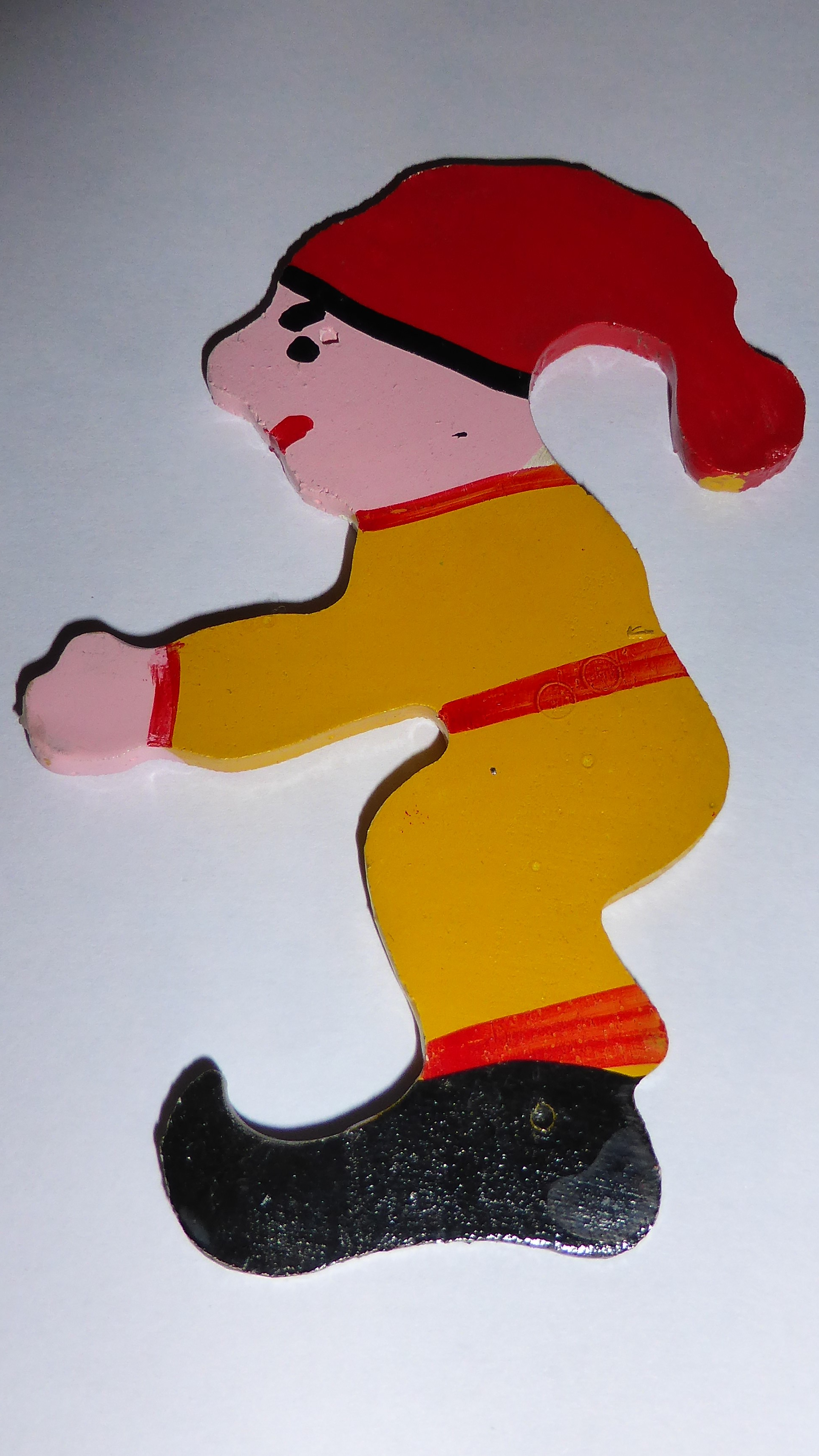
Bamkraxler

Auf einer Feder sind auf einer Seite die aus Sperrholz ausgesägte Figur des Bamkraxlers („Baumkletterers“) und auf der anderen ein kleines Glöckchen in Form einer Schelle befestigt. Durch diese Feder ist ein Metall- oder Holzstab geschoben, der am oberen Ende ein Büschel grüner Papierstreifen – so den Baum darstellend – trägt.
Von der Schwerkraft wird die Holzfigur nach unten gezogen, wobei sich die Feder aber durch die einseitige Belastung verklemmt und nur langsam und ruckartig nach unten bewegt und das Glöckchen zum Bimmeln bringt.

## Produktion
Seit wann dieser „Bamkraxler“ hergestellt wird und das Wahrzeichen des Kalvarienbergmarktes in der Kalvarienberggasse im 17. Wiener Gemeindebezirk ist, ist nicht bekannt.
Früher wurden die Bamkraxler in großen Stückzahlen hergestellt und nur beim Fastenmarkt vor der Hernalser Kalvarienbergkirche verkauft.
Nach dem Zweiten Weltkrieg wurden die Figuren einige Zeit aus Kunststoff gefertigt, aber wegen der sinkenden Nachfrage wurde die Produktion eingestellt. Seither fertigen einige wenige Standler des Ostermarktes unter Beteiligung ihrer Familien in Heimarbeit die Bamkraxler, um dieses typisch wienerische Symbol nicht aussterben zu lassen.

## Trivia
In Döbling gab es ein Bier- und Jazz-Lokal mit dem Namen Bamkraxler. Die Namensgebung ging auf einen beim Umbau des Hauses gefundenen Bamkraxler zurück.